# Schneiderhöhnit
Schneiderhöhnit ist ein selten vorkommendes Mineral aus der Mineralklasse der „Oxide und Hydroxide (und Verwandte, siehe Klassifikation)“. Es kristallisiert im triklinen Kristallsystem mit der idealisierten Zusammensetzung Fe2+Fe3+3As3+5O13, ist also chemisch gesehen ein Eisen-Arsenit mit zweiwertigem und dreiwertigem Eisen.
Schneiderhöhnit ist ein typisches Sekundärmineral und entsteht in arsenhaltigen Buntmetalllagerstätten durch die Oxidation arsen- und eisenhaltiger Primärminerale. Er findet sich an seiner Typlokalität in Form von idiomorphen, oft spindelförmigen Kristallen bis zu 3 cm Größe auf, die typischerweise abgeplattet und gebogen sind. Daneben kommt das Mineral auch in Aggregaten vor.
Die Typlokalität des Minerals ist die so genannte zweite oder „tiefe“ Oxidationszone (Abbau West 120, wenige Meter unterhalb der 29. Sohle) der Tsumeb Mine bei Tsumeb, Region Oshikoto, Namibia.

## Etymologie und Geschichte
Schneiderhöhnit wurde erstmals im Jahre 1972 vom Tsumeber Grubengeologen T. L. Krüger beim Öffnen einer Kluft gefunden. Krüger stellte dieses Mineral den Autoren der Typpublikation zur Identifizierung zur Verfügung. Entsprechende Untersuchungen führten zur Feststellung des Vorliegens eines neuen Minerals, das im Jahre 1973 von der International Mineralogical Association (IMA) unter der vorläufigen Bezeichnung IMA 1973-046 anerkannt wurde. Durch ein deutsches Forscherteam mit Joachim Ottemann, Bernhard Nuber und Bruno H. Geier erfolgte im Jahre 1973 im deutschen Wissenschaftsmagazin „Neues Jahrbuch für Mineralogie, Monatshefte“ die wissenschaftliche Erstbeschreibung dieses Minerals als Schneiderhöhnit (englisch Schneiderhöhnite). Die Autoren benannten das Mineral nach dem deutschen Mineralogen, Geologen, Lagerstättenkundler und Hochschullehrer Hans Schneiderhöhn (1887–1962) von der Albert-Ludwigs-Universität in Freiburg im Breisgau in Anerkennung seiner grundlegenden Arbeiten zum Verständnis der Geologie und Mineralogie der Tsumeber Lagerstätte und ähnlicher Vorkommen im Otavi-Bergland.
Das Typmaterial für Schneiderhöhnit wird unter der Katalog-Nr. M33238 im Royal Ontario Museum in Toronto, Ontario, Kanada, sowie an der 
Harvard University in Cambridge, Massachusetts, USA, (Katalog-Nr. 111932) aufbewahrt.

## Klassifikation
In der mittlerweile veralteten, aber noch gebräuchlichen 8. Auflage der Mineralsystematik nach Strunz gehörte der Schneiderhöhnit zur Abteilung der „Arsenite (mit As3+)“, wo er zusammen mit Fetiasit, Gebhardit, Paulmooreit und Vajdakit die Gruppe der „Arsenite mit [As2O5]4−-Gruppen“ mit der System-Nr. IV/J.06 bildete.
Die seit 2001 gültige und von der International Mineralogical Association (IMA) verwendete 9. Auflage der Strunz’schen Mineralsystematik ordnet den Schneiderhöhnit dagegen in die neu definierte Abteilung der „Arsenite, Antimonite, Bismutite, Sulfite, Selenite und Tellurite“ ein. Diese ist zudem weiter unterteilt nach der möglichen Anwesenheit von Kristallwasser und/oder zusätzlicher Anionen, so dass das Mineral entsprechend seiner Zusammensetzung in der Unterabteilung „Arsenite, Antimonide, Bismutite; ohne zusätzliche Anionen, ohne H2O“ zu finden ist, wo es als einziges Mitglied die unbenannte Gruppe 4.JA.35 bildet.
Die vorwiegend im englischen Sprachraum gebräuchliche Systematik der Minerale nach Dana ordnet den Schneiderhöhnit hingegen in die Klasse der „Phosphate, Arsenate und Vanadate“ und dort in die Abteilung der „Sauren und normalen Antimonite, Arsenite und Phosphite“ ein. Hier ist er als einziges Mitglied in der unbenannten Gruppe 45.01.12 innerhalb der Unterabteilung „Saure und normale Antimonite, Arsenite und Phosphite mit verschiedenen Formeln“ zu finden.

## Chemismus
Drei Mikrosondenanalysen an Schneiderhöhnit aus der Tsumeb Mine ergaben Mittelwerte von 27,90 % Fe; 0,93 % Zn; 0,37 % Ge; 29,20 % (Fe+Zn+Ge); 47,03 As sowie 29,29 % O (durch Differenz zu 100 % ermittelt). Daraus errechnete sich die empirische Formel 8(Fe0,96Zn0,03Ge0,01)O · 5As2O3, die zu 8FeO · 5As2O3 bzw. Fe8As10O23 vereinfacht wurde. Das Vorhandensein von sowohl zwei- als auch dreiwertigem Eisen war in der Typpublikation noch nicht erkannt worden. Dies wurde erst bei den Untersuchungen von Bernhard Nuber festgestellt, der die chemische Formel mit
2FeO · 3Fe2O3 · 5As2O3 bzw. Fe8As10O26 angab.
In der heute üblichen Form mit Fe2+Fe3+3As3+5O13 wurde die Formel erstmals von Frank Hawthorne verwendet. Diese Idealformel verlangt Gehalte von 27,72 % Fe; 46,48 As sowie 25,80 % O (Summe 100,00 Gew.-%).
Chemisch ähnlich sind lediglich Angelellit, Fe3+4(AsO4)2O3, und Karibibit, Fe3+3(As3+O2)4(As3+2O5)(OH), wobei beide Minerale nur dreiwertiges Eisen enthalten.

## Kristallstruktur
Schneiderhöhnit kristallisiert triklin in der Raumgruppe P1 (Raumgruppen-Nr. 2) mit den Gitterparametern a = 8,945 Å; b = 10,022 Å; c = 9,161 Å; α = 62,942°; β = 116,072° und γ = 81,722° sowie zwei Formeleinheiten pro Elementarzelle.
Die Struktur des Schneiderhöhnits wurde 1985, einem Vorschlag von Frank Hawthorne folgend, als Gerüststruktur beschrieben. Detaillierte Untersuchungen haben aber gezeigt, dass sich die Struktur des Schneiderhöhnits besser als Schicht- denn als Gerüststruktur auffassen lässt. 
In der Kristallstruktur von Schneiderhöhnit erstrecken sich Zickzack-Ketten von Fe(1)-, Fe(2)-, Fe(3)-Oktaedern (= Fe3+) mit gemeinsamen Kanten parallel zur c-Achse [001]. Diese Ketten sind durch Tetramere aus ebenfalls gemeinsame Kanten aufweisenden Fe(4)-Oktaedern (= Fe3+) und Fe(5)-Oktaedern (= Fe2+) zu einer gewellten Schicht quervernetzt. Trigonale (As3+O3)-Pyramiden dekorieren die Oberfläche dieser Schicht als einzelne (AsO3)-Gruppen, wobei alle drei kurzen Bindungen mit Anionen-Vertices der Oktaeder verbunden sind. Gleiches gilt für die beiden kristallographisch unterschiedlichen [As2O5]-Dimere mit vier kurzen Bindungen (zwei von jedem As3+) zu den Eckpunkten der Oktaeder. Die Schichten sind in Richtung [100] durch das überbrückende Anion eines der beiden [As2O5]-Dimere, welches mit einem Fe2+-Oktaeder der angrenzenden Schicht verbunden ist, verknüpft. Auf diese Weise wird der starke schichtartige Charakter der Struktur und die sehr vollkommene Spaltbarkeit nach (100) verursacht.

## Eigenschaften

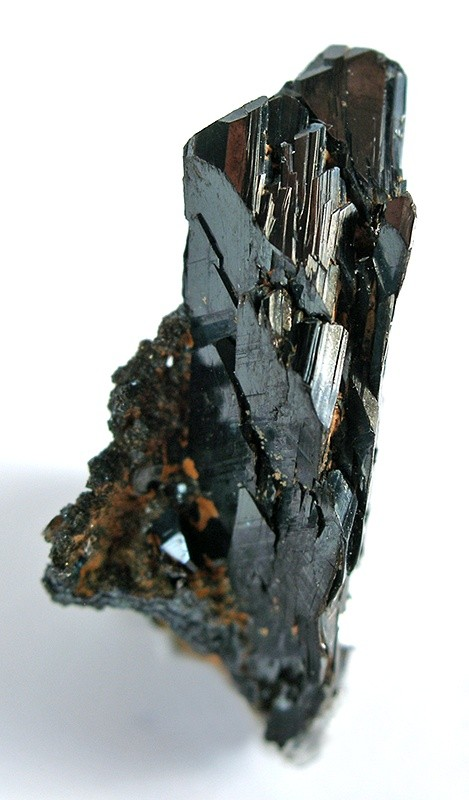
Schneiderhöhnit-Kristalle aus der „Tsumeb Mine“ (Stufengröße: 2,3 cm × 1,1 cm × 1,0 cm)

### Morphologie
Schneiderhöhnit fand sich an seiner Typlokalität im Material des Originalfundes von 1972 in Form von wenigen Kristall-Aggregaten, von denen die größten eine Kantenlänge von 7 mm aufweisen. Im Jahre 1986 wurden Gruppen aus perfekt ausgebildeten Kristallen bis zu 12 mm Größe gefunden. Die idiomorphen, oft spindelförmigen Kristalle sind typischerweise abgeplattet und gebogen. Der größte bekannte Schneiderhöhnit-Kristall aus der „Tsumeb Mine“ besitzt eine Größe von 3 cm und muss 1976 oder davor gefunden worden sein. An den Kristallen treten vermutlich nur die Flächenformen {100}, {010} und {001} auf. Schneiderhöhnit aus Bou Azzer / Marokko bildet prismatische bis tafelige Kristalle. Schneiderhöhnit-Kristalle aus Oumlil-Ost/Marokko fand sich in millimetergroßen spitzen Kristallen oder beudantitähnlichen Pseudorhomboedern mit dreieckiger Endfläche. Khder/Marokko lieferte kugelige Schneiderhöhnit-Aggregate bis 5 mm Durchmesser.

### Physikalische und chemische Eigenschaften
Schneiderhöhnitkristalle sind dunkelbraun, fast schwarz, oder gelbbraun bis orangebraun. Die Strichfarbe des Minerals ist dagegen immer kaffeebraun. Die Oberflächen des opaken und nur kantendurchscheinenden Schneiderhöhnits zeigen einen metall- bis diamantartigen Glanz, was sehr gut mit den Werten für die Lichtbrechung übereinstimmt. Schneiderhöhnit besitzt eine sehr hohe Lichtbrechung (nα > 2,11; nγ < 2,13) und eine mittlere Doppelbrechung (δ = 0,020). Unter dem Mikroskop ist Schneiderhöhnit im durchfallenden Licht gelblichbraun bis dunkelbraun und zeigt einen sehr deutlichen Pleochroismus von rotbraun bis hellgelb.
Im auffallenden (reflektierten) Licht ist Schneiderhöhnit rotbraun, weist ein nur geringes Reflexionsvermögen (viel niedriger als Chalkosin) und weder an der Luft noch in Öl eine Bireflektanz auf. Bei gekreuzten Polaren zeigt das Mineral kaum bemerkbare bis schwache Anisotropieeffekte mit grünlichen bis bräunlichen Rotationsfarben. Die Innenreflexe sind, besonders in Immersionsöl, deutlich rotbraun bis braunrot.
Schneiderhöhnit besitzt eine vollkommene Spaltbarkeit nach (100) und deutliche Spaltbarkeiten nach zwei weiteren Richtungen. Aufgrund seiner Sprödigkeit bricht er aber ähnlich wie Chalkophyllit, wobei die Bruchflächen glimmerartig bzw. blätterig ausgebildet sind. Mit einer Mohshärte von ≈ 3 gehört das Mineral zu den mittelharten Mineralen und lässt sich wie das Referenzmineral Calcit mit einer Kupfermünze ritzen.
Die gemessene Dichte für Schneiderhöhnit beträgt 4,30 g/cm³, die berechnete Dichte schwankt je nach Bearbeiter zwischen 4,33 und 4,30 g/cm³. Schneiderhöhnit zeigt weder im lang- noch im kurzwelligen UV-Licht eine Fluoreszenz.

## Bildung und Fundorte
Schneiderhöhnit bildet sich in der Oxidationszone von Erzlagerstätten, wobei das Arsen aus der Verwitterung des Arsenfahlerzes Tennantit oder von Löllingit und das Eisen aus der Umsetzung von primären Eisensulfiden wie Pyrit oder Eisenarseniden wie Löllingit stammt. In der Tsumeb Mine dürfte – ähnlich wie beim Stottit – die Bildungstemperatur etwa 40 °C betragen haben, wobei die Mineralparagenese auf die Einwirkung eines
mittleren Oxidationspotentials hinweist, was auch in der Zusammensetzung des Schneiderhöhnits zum Ausdruck kommt.
Typische Begleitminerale in der „Tsumeb Mine“ sind zinkhaltiger Stottit, Leiteit, Chalkosin, Tennantit, Pyrit und Galenit. In den marokkanischen Lagerstätten („Bou Azzer“, „Oumlil-Ost“, „Méchui“, „Tamdrost-West“ und „Khder“) wurden in der Paragenese des Schneiderhöhnits Löllingit, Karibibit, Eosphorit, Arseniosiderit, Skorodit, Symplesit, Pharmakosiderit und Quarz beobachtet. Für Oumlil-Ost wird die Sukzession (Bildungsreihenfolge) Quarz → Schneiderhöhnit → Karibibit → Symplesit angegeben. Im Pegmatit „Córrego do Urucum“ kommt Schneiderhöhnit in prismatischen, zu parallelen Aggregaten verwachsenen Kristallen vor und sitzt zusammen mit Arseniosiderit, Arsenolith, Skorodit und Karibibit auf Löllingit.
Als sehr seltene Mineralbildung konnte Schneiderhöhnit bisher (Stand 2018) von rund 15 Fundpunkten beschrieben werden. Die Typlokalität für Schneiderhöhnit ist die zweite oder „tiefe“ Oxidationszone (Abbau West 120, wenige Meter unterhalb der 29. Sohle) der Tsumeb Mine bei Tsumeb, Region Oshikoto, Namibia.
In Namibia auch aus dem Pegmatit „Ariakas No. 2“ auf der Farm Davib East 61 bei Karibib, Region Erongo. In Afrika ferner aus verschiedenen Fundorten im Bergbaurevier von Bou Azzer bei Taznakht (Tazenakht) wie „Oumlil-Ost“, „Méchui“, „Tamdrost-West“ und „Khder“.
Aus dem „Boca Rica Claim“ bei Sapucaia do Norte und dem „Urucum Claim“ (Pegmatit „Córrego do Urucum“), beide bei Galiléia, Minas Gerais, Brasilien. Aus der „Mina Jote“ und der „Mina Veta Negra“, beide im Distrikt Pampa Larga, Tierra Amarilla, Provinz Copiapó, Región de Atacama, Chile. Aus der „White Elephant Mine“ am Cicero Peak bei Pringle im Custer District, Custer Co., South Dakota, Vereinigte Staaten. In Europa aus der „Mina Alcantarilla“ bei Belalcázar unweit Córdoba, Andalusien, Spanien. Vom Qalbagebirge (Kalba-Bergrücken) als südwestlichstem Ausläufer des Altai in Ostkasachstan, dem Prospect „Nezam Abad“ bei Ashour Abad, Provinz Lorestan, Iran, sowie dem Zinnbergwerk Kiura (Shin-Kiura) bei Saiki, Präfektur Ōita, Kyūshū, Japan.
Fundstellen für Schneiderhöhnit aus Deutschland, Österreich und der Schweiz sind damit unbekannt.

## Verwendung
Schneiderhöhnit ist aufgrund seiner Seltenheit ein bei Mineralsammlern begehrtes Mineral, ansonsten aber ohne jede praktische Bedeutung.